# Сант-Анастазия (титулярная церковь)
Титулярная церковь Сант-Анастазия (лат. Titulus Sanctæ Anastasiæ) — титулярная церковь была создана Папой Эваристом в 105 году. Титул принадлежит базилике Сант-Анастазия, расположенной в районе Рима Рипа, на площади Сант-Анастазия.
Позднее она была включена в число титулярных церквей римским синодом 1 марта 499 года. Церковь, которая её принадлежит, находится у подножия горы Палатин. Эта положение является исключением, поскольку все 24 титулярных церкви, существовавшие во времена Папы Марцелла I, находились вне стен Рима, в то время как титулярные диаконии были внутри него. Согласно каталогу Пьетро Маллио, составленному во время понтификата Александра III, титулярная церковь была связана с базиликой Святого Петра, а его священники по очереди совершали в ней Мессу.

## Список кардиналов-священников титулярной церкви Сант-Анастазия
- Святой Иероним — (366? — 420);
- Анастасий — (около 500 — ?);
- Евстратий — (упоминается в 721)[1];
- Лев — (745 — до 761);
- Климент — (761 — ?);
- Григорий — (771 — ?);
- Георгий — (853 — ?);
- Домн (или Донн, или Доменик) — (964 — ?);
- Иоанн — (1044 — до 1061);
- Гауденциой — (1061 — 1063);
- Пононе (или Пенно) — (1063 — 1073);
- Кунон (или Конон или Кононе), обычный Канон — (1073 — 1088);
- Джованни да Губбио — (1088 — 1099);
- Бозоне (или Бобоне) — (около 1116 — 1122);
- Теобальдо Боккапекора — (1122 — 1124);
- Пьер — (1126 или 1127 — около 1134, до смерти);
- Аццоне дельи Атти из Тоди (?) — (1134 — 1139, до смерти);
- Рабальдо (или Рибальдо, или Рамбальдо, или Рибо) — (1139 — 10 мая 1142, до смерти);
- Ариберто — (17 декабря 1143 — 1156, до смерти);
- Джованни Пиццути, C.R.S.V.P. — (март 1158 — около 1182, до смерти);
- Андреа Бобони Орсини — (март 1188 — 1189, назначен кардиналом-епископом Порто и Санта Руфина);
- Бозон д’Арль — (июнь 1189 — около 1190, до смерти);
- Романо — (1191 — 1194, до смерти);
- Грегорио де Гальгано — (1198 — 1202, до смерти);
- Роджер — (март 1206 — 1213, до смерти);
- Грегорио Теодоли — (1216 — 1227, до смерти);
  - вакантно (1227 — 1261);
- Джакомо Савелли — in commendam (1261 — 2 апреля 1285 — избран Папой Гонорием IV);
  - вакантно (1285 — 1320);
- Пильфор де Рабастанс, O.S.B. — (20 декабря 1320 — около 1330, до смерти);
- Адемар Робер — (20 сентября 1342 — 1 декабря 1352, до смерти);
- Пьер де Монтеру — (23 декабря 1356 — 20 мая 1385, до смерти);
- Пьетро Томачелли — (20 мая 1385 — 2 ноября 1389 — избран Папой Бонифацием IX);
- Жан Алларме де Броньи — (17 июля 1385 — 13 июня 1405, назначен кардиналом-епископом Остии и Веллетри — псевдокардинал антипапы Климента VII);
- Энрико Минутоли — (18 декабря 1389 — 1405, назначен кардиналом-епископом Фраскати);
- Висенте де Рибас, O.S.B. — (19 сентября — 10 ноября 1408, до смерти);
- Гийом Ражнель де Монфор — (13 июня — 27 сентября 1432, до смерти);
  - вакантно (1432 — 1439);
- Джорджо Фиески — (8 января 1440 — 5 марта 1449, назначен кардиналом-епископом Палестрины);
  - Жорди д’Орно — (2 октября 1440 — 1441, назначен кардиналом-священником Санта-Мария-ин-Трастевере — псевдокардинал антипапы Феликса V;
- Луи де Ла Палю, O.S.B. — (20 декабря 1449 — 21 сентября 1451, до смерти);
  - вакантно (1451 — 1456);
- Джакомо Тебальди — (24 января 1457 — 4 сентября 1466, до смерти);
  - вакантно (1466 — 1470);
- Джованни Баттиста Дзено (или Дзен) — (март 1470 — 8 октября 1479, назначен кардиналом-епископом Фраскати);
- Паоло Фрегозо (или Кампофрегозо) — (23 мая 1480 — 1489, назначен кардиналом-священником Сан-Систо);
- Антонио Джентиле Паллавичини (или Антониотто) — (1489 — 1493, назначен кардиналом-священником Санта-Прасседе);
- Джон Мортон — (23 сентября 1493 — 15 сентября 1500, до смерти);
- Антонио Тривульцио старший, регулярный каноник Святого Антония — (5 октября 1500 — 1 декабря 1505, назначен кардиналом-священником Санто-Стефано-аль-Монте-Челио);
- Робер Гибе — (17 декабря 1505 — 9 ноября 1513, до смерти);
  - вакантно (1513 — 1517);
- Антуан Бойе O.S.B. — (25 мая 1517 — 27 ноября 1519, до смерти);
- Лоренцо Кампеджо — (1519 — 27 апреля 1528, назначен кардиналом-священником Санта-Мария-ин-Трастевере);
- Антуан Дюпра (27 апреля 1528 — 9 июля 1535, до смерти);
- Кристофоро Джакобацци (или Джакобакки, или Якобатий) — (15 января — 6 сентября 1537, in commendam 6 сентября 1537 — 7 октября 1540, до смерти);
- Робер де Ленонкур — (7 октября 1540 — 10 октября 1547, назначен кардиналом-священником Сант-Аполлинаре);
- Франческо Сфондрати — (10 октября 1547 — 31 июля 1550, до смерти);
- Джованни Анджело де Медичи — (1 сентября 1550 — 23 марта 1552, назначен кардиналом-священником Санта-Пуденциана);
- Джованни Поджо — (23 марта 1552 — 12 февраля 1556, до смерти);
- Джованни Микеле Сарачени — (24 марта 1557 — 7 февраля 1565, назначен кардиналом-священником pro hac vice Сант-Агата-деи-Готи);
- Шипьоне Ребиба — (7 февраля 1565 — 7 октября 1566, назначен кардиналом-священником pro hac vice Сант-Анджело-ин-Пескерия);
- Пьер Франческо Ферреро — (7 октября — 14 ноября 1566, до смерти);
- Людовико Симонета — (15 ноября 1566 — 30 апреля 1568, до смерти);
- Филибер Бабу де Лабурдезьер — (14 мая 1568 — 25 января 1570, до смерти);
- Антуан Перрено де Гранвела — (10 февраля — 9 июня 1570, назначен кардиналом-священником Сан-Пьетро-ин-Винколи);
- Станислав Гозий — (9 июня — 3 июля 1570, назначен кардиналом-священником Сан-Клементе);
- Джироламо ди Корреджо — (3 июля 1570 — 9 октября 1572, до смерти);
- Джанфранческо Гамбара — (17 октября 1572 — 9 июля 1578, назначен кардиналом-священником Сан-Клементе);
- Альфонсо Джезуальдо — (9 июля 1578 — 17 августа 1579, назначен кардиналом-священником Сан-Пьетро-ин-Винколи);
- Дзаккария Дельфино — (17 августа 1579 — 19 декабря 1583, до смерти);
- Джованни Франческо Коммендони — (9 января — 14 мая 1584, назначен кардиналом-священником Сан-Марко);
- Пьердонато Чези старший — (28 мая 1584 — 29 сентября 1586, до смерти);
- Людовико Мадруццо — (1 октября 1586 — 20 марта 1591, назначен кардиналом-священником Сан-Лоренцо-ин-Лучина);
- Джулио Канани — (20 марта 1591 — 27 ноября 1592, до смерти);
- Симеоне Тальявиа д’Арагонья — (9 декабря 1592 — 18 августа 1597, назначен кардиналом-священником Сан-Джироламо-деи-Кроати);
- Бонифацио Бевилакква — (17 марта 1599 — 26 февраля 1601, назначен кардиналом-священником Сан-Джироламо-деи-Кроати);
- Бернардо де Рохас-и-Сандоваль — (26 февраля 1601 — 7 декабря 1618, до смерти);
- Феличе Чентини, O.F.M.Conv. — (3 марта 1621 — 28 ноября 1633, назначен кардиналом-епископом Сабины);
- Ульдерико Карпенья — (9 января 1634 — 21 апреля 1659, назначен кардиналом-священником Сан-Пьетро-ин-Винколи);
- Федерико Сфорца — (21 апреля 1659 — 21 ноября 1661, назначен кардиналом-священником Сан-Пьетро-ин-Винколи);
  - вакантно (1661 — 1665);
- Карло Бонелли — (15 апреля 1665 — 27 августа 1676, до смерти);
- Камилло Массимо — (9 октября 1676 — 12 сентября 1677, до смерти);
- Джироламо Гастальди — (13 сентября 1677 — 8 апреля 1685, до смерти);
- Федерико Бальдески Колонна — (9 апреля 1685 — 4 октября 1691, до смерти);
- Джамбаттиста Костагути — (12 ноября 1691 — 8 марта 1704, до смерти);
- Джандоменико Параччани — (25 июня 1706 — 9 мая 1721, до смерти);
- Нуно да Кунья-э-Атайде — (16 июня 1721 — 3 декабря 1750, до смерти);
- Карло Мария Сакрипанте — (1 февраля 1751 — 12 января 1756, назначен кардиналом-епископом Фраскати);
- Джакомо Одди — (12 января 1756 — 22 ноября 1758, назначен кардиналом-священником Санта-Мария-ин-Трастевере);
- Карло Витторио Амедео делле Ланце — (22 ноября 1758 — 21 марта 1763, назначен кардиналом-священником Санта-Прасседе);
- Людовико Калини — (1 декабря 1766 — 4 марта 1771, назначен кардиналом-священником Санто-Стефано-аль-Монте-Челио);
  - вакантно (1771 — 1785);
- Муцио Галло — (11 апреля 1785 — 13 декабря 1801, до смерти);
- Людовико Фланджини Джованелли — (24 мая 1802 — 29 февраля 1804, до смерти);
- Фердинандо Мария Салуццо — (28 мая 1804 — 3 ноября 1816, до смерти);
- Франсиско Антонио Хавьер де Гардоки Аррикибар — (15 ноября 1817 — 27 января 1820, до смерти);
- Иоганн Казимир фон Хеффелин — (19 апреля 1822 — 27 августа 1827, до смерти);
- Чезаре Нембрини Пирони Гонзага — (28 сентября 1829 — 5 декабря 1837, до смерти);
- Анджело Май — (15 февраля 1838 — 9 сентября 1854, до смерти);
- Карл Август фон Райзах — (20 декабря 1855 — 27 сентября 1861, назначен кардиналом-священником Санта-Чечилия, in commendam 27 сентября 1861 — 22 декабря 1869, до смерти);
- Луиджи Орелья ди Санто Стефано — (16 января 1874 — 24 марта 1884, назначен кардиналом-епископом Палестрины);
- Карло Лауренци — (13 ноября 1884 — 2 ноября 1893, до смерти);
- Андреа Карло Феррари — (21 мая 1894 — 2 февраля 1921, до смерти);
- Михаэль фон Фаульхабер — (10 марта 1921 — 12 июня 1952, до смерти);
- Джеймс Фрэнсис Луис Макинтайр — (15 января 1953 — 16 июля 1979, до смерти);
- Годфрид Даннеелс — (2 февраля 1983 — 14 марта 2019, до смерти);
- Эудженио Даль Корсо P.S.D.P. — (5 октября 2019 — 20 октября 2024, до смерти).